# SmartShuttle

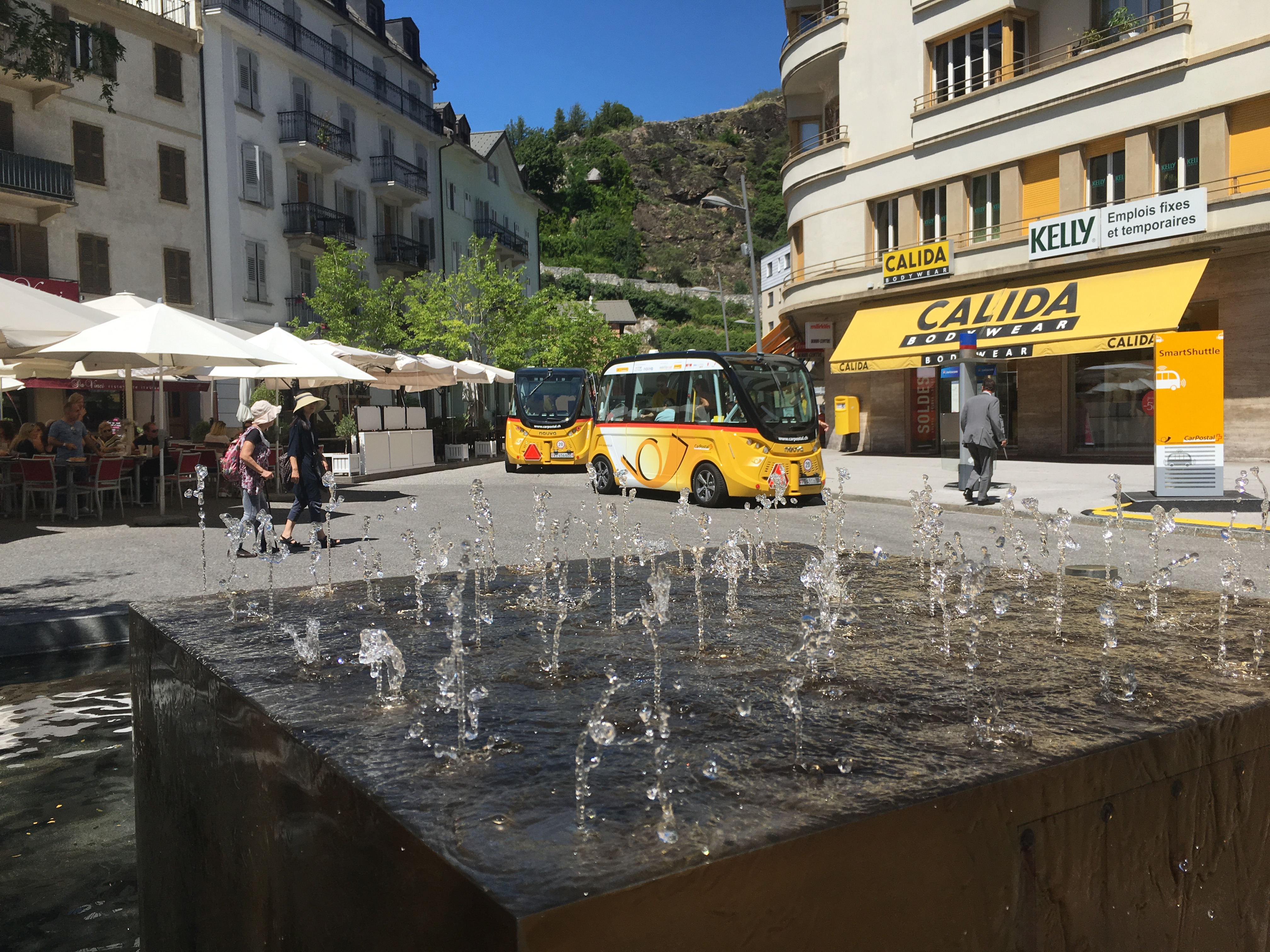
Selbstfahrendes SmartShuttle an der Haltestelle Place du Midi in Sitten

SmartShuttle ist ein Projekt der Schweizerischen Post, respektive deren Tochter PostAuto Schweiz AG, mit dem Ziel selbstfahrende Fahrzeuge im öffentlichen Verkehr zu testen.

## Geschichte
Ab dem 23. Juni 2016 verkehrten zwei autonom fahrende Elektrofahrzeuge in der Innenstadt von Sitten im Kanton Wallis. PostAuto verfügt über eine Ausnahmegenehmigung der Schweizer Behörden, welche es erlaubt, die selbstfahrenden Fahrzeuge auf einer bestimmten Route und für einen bis Oktober 2017 begrenzten Zeitraum zu testen.
Bis September 2016 hatte das System etwa 800 Fahrten absolviert und hierbei 7.000 Fahrgäste befördert.
Im März 2017 wurde das System auch auf der CEBIT in Hannover vorgestellt.
Nach einem Jahr Betrieb hatten die beiden SmartShuttle in Sitten 21'500 Fahrgäste befördert.
Seit April 2021 verkehren die beiden Shuttles im Sittener Vorort Uvrier. Die Testreihe daure noch bis Ende Oktober 2021.

## Fahrzeuge
Im SmartShuttle-Projekt werden autonome Fahrzeuge des französischen Start-up-Herstellers Navya eingesetzt. Die Navya-Fahrzeuge verfügen über einen elektrischen Antrieb und Sensoren zur Navigation und Hinderniserkennung.
Die beiden in Sitten eingesetzte Modelle des Navya Arma verfügen über je elf Sitz- und vier Stehplätze und erreichen eine Höchstgeschwindigkeit von 20 km/h.

## Zwischenfälle
Am 21. September 2016 verursachte eines der Versuchsfahrzeuge eine Karambolage mit einem abgestellten Lieferwagen. Der Testbetrieb wurde daraufhin vorübergehend eingestellt. Im Oktober 2016 wurde, nach Anpassungen, der Testbetrieb wiederaufgenommen.